# Performance par watt
 (avril 2017).
En informatique, la performance par watt est une mesure de l'efficacité énergétique d'un ordinateur. Celle-ci mesure la puissance de calcul délivrée par un ordinateur pour chaque watt consommé. Le terme de performance n'est pas objectif, puisqu'il dépend du type de charge de travail demandé. Cependant, la liste Green 500 classant les supercalculateurs les plus efficaces utilise un seul test de performance.
Les architectes systèmes utilisant des systèmes parallèles utilisent des notions de performance par watt pour choisir leurs processeurs, le coût d'alimentation du CPU dépassant son prix d'achat.

## FLOPS par watt

Performance par watt des superordinateurs sur les dernières années.

Le FLOPS par watt est une unité de mesure quantifiant la puissance de calcul d'une machine en rapport avec sa consommation d'énergie.

## Green 500
Le Green 500 est la liste des ordinateurs du TOP500 classés par ordre d'efficacité énergétique, habituellement mesurée en LINPACK FLOPS par watt,.
Voici une évolution du sommet de cette liste :
- En novembre 2012, le superordinateur Xtreme-X Beacon d'Appro (en) atteint 2499 LINPACK MFLOPS par Watt[4].
- En juin 2013, le superordinateur Eurora d'Eurotech atteint 3208 LINPACK MFLOPSpar Watt[5].
- En novembre 2014, le superordinateur L-CSC de Helmholtz-Gemeinschaft au Centre de recherche sur les ions lourds à Darmstadt avec 5271 MFLOPS par Watt et devient le premier cluster à dépasser une efficacité de 5 Giga FLOPS par Watt[6].
- En août 2015, le superordinateur Shoubu de RIKEN atteint 7032 MFLOPS par W. Les trois premiers superordinateurs de la liste utilisent des accélérateurs PEZY-SC (de type GPGPU utilisant OpenCL)[7] de PEZY Computing (en)avec des cores de 1024 chacun et une efficacité de 6-7 GFLOPS/W[8],[9].

## Efficacité des GPU
Les processeurs graphiques (GPU en anglais) ont continué de consommer plus d'énergie jusqu'à récemment ou les ingénieurs se sont attachés à améliorer leur performance par watt. Les processeurs graphiques hautes performances peuvent être les plus grands consommateurs d'énergie d'un système. Les mesures faites avec le score 3DMark2006 par watt peuvent aider à identifier les GPU les plus efficaces. Cependant, cela n'est pas adapté pour les performances dans un usage typique où beaucoup de temps est consacré à des tâches moins exigeantes.
Avec les GPU modernes, la consommation d'énergie est une contrainte importante pouvant limiter la puissance de calcul utilisable. Certains GPU sont hautement évolutifs, permettant au fabricant de mettre des puces multiples sur la même carte vidéo, ou d'utiliser plusieurs cartes vidéo fonctionnant en parallèle. Les performances de pointe d'un système sont essentiellement limitées par la quantité d'énergie disponible et la quantité de chaleur qu'il peut dissiper. Par conséquent, les performances par watt d'un modèle de GPU conditionnent directement les performances de pointe d'un système qui utilise cette conception.
Puisque les GPU peuvent également être utilisés pour certains calculs à usage généraux, parfois, leur performance est mesurée avec des critères s'appliquant également aux processeurs, tels que les FLOPS par watt.

## Autres mesures d'efficacité énergétique
SWaP (space, wattage and performance. En français espace, puissance électrique et performance) est une métrique de Sun Microsystems pour les centres de données, prenant en compte ces trois concepts :
{\displaystyle \mathrm {SWaP} ={\frac {\mathrm {Performance} }{\mathrm {Espace} \cdot \mathrm {Puissance} }}}
La performance est mesurée avec un benchmark approprié, et l'espace est la taille de l'ordinateur.